# ヴェゾン＝ラ＝ロメーヌ
ヴェゾン＝ラ＝ロメーヌ (Vaison-la-Romaine) はフランス南部のヴォクリューズ県カルパントラ郡にある町。古代ローマの遺跡などがある。

## 観光名所
- 考古学博物館
- トゥールーズ伯の城(le château des Comtes de Toulouse)を含む中世都市
- ウヴェーズ川(Ouvèze)をまたぐ古代ローマの橋
- ナザレ聖母大聖堂(Cathédrale Notre-Dame de Nazareth)
- 聖カナン礼拝堂(Chapelle Saint Quenin)
- 黒い聖母像

ヴェゾン＝ラ＝ロメーヌの通りにアリス·コロニューという名を与えた。

## 催事
- ヴェゾン＝ラ＝ロメーヌ合唱祭

世界中から集まった3000人の人々がローマ時代の円形劇場で4部合唱を行うイヴェント。日本の合唱団の中にも招待されて参加する団体がある。

## 出身者
- バティスト・タヴェルニエ - 現代美術家